# هانا وينر
هانا وينر (بالإنجليزية: Hannah Weiner)‏ (4 نوفمبر 1928 - 11 سبتمبر 1997)؛ كاتِبة وشاعرة أمريكية.